# Битка при Хатин
Битката при Хатин е сражение между християнските „пазители на кръста“ (Йерусалимско кралство) и мюсюлманите, водени от Саладин. Тя се състои на 4 юли, 1187 г. и е спечелена с разгром от армията на сарацинския предводител Саладин. Жертвите, които дават християните, са 17 000, а за сарацините бройката е неизвестна.